# Szent Mihály és Gábriel arkangyalok fatemplom (Alsófeketevölgy)
Az alsófeketevölgyi Szent Mihály és Gábriel arkangyalok fatemplom műemlékké nyilvánított épület Romániában, Bihar megyében. A romániai műemlékek jegyzékében a  BH-II-m-A-01226 sorszámon szerepel.